# قائمة النباتات الطاردة للحشرات
تتضمن قائمة النباتات الطاردة للحشرات جميع النباتات التي يعتقد بأنها تَبعِد الحشرات، الخيطيات, و الآفات الأخرى. تم استخدامها في الزراعة المترافقة لـ مكافحة الآفات في الـزراعة وتسوية الحدائق المنزلية, مع أن أغلب البحوث أكدت بعدم وجود نباتات بإمكانها طرد الحشرات.
الـ الزيوت العطرية لكثير من النباتات معروفة أيضاً بقابليتها لطرد الحشرات. الزيوت المستخلصة من العائلة الـشفوية (النعناع), النجيلية (الأعشاب الحقيقية), و الصنوبرية (pines) are common insect repellents worldwide.
النباتات التي يمكن زراعتها أو استخدامها طازجة لصد الحشرات تشمل: